# Phreaking
Phreaking (lub phreak) – łamanie zabezpieczeń sieci telefonicznych, najczęściej celem uzyskania połączenia darmowego lub tańszego niż tradycyjne. Osoba trudniąca się tą działalnością to phreak lub phreaker (od phone freak – z ang. dosłownie telefoniczny maniak).
Phreakera należy odróżnić od pajęczarza, który podpinając się pod abonenckie linie telefoniczne dzwoni na koszt pojedynczych ludzi. Phreaking najczęściej dotyczy darmowego lub tańszego (np. połączenia międzynarodowe w cenie lokalnych) dzwonienia z budek telefonicznych.
Początki phreakingu wiążą się z rozpowszechnieniem w USA automatycznych central telefonicznych, które komunikowały się między sobą (wysyłając takie informacje jak konieczność naliczenia impulsu – teletaksa) tą samą linią telefoniczną, którą wysyłany był głos.
Rozwiązanie takie było praktyczne, gdyż eliminowało konieczność podłączenia drugiej linii sterującej (bądź implementacji dzielenia jednej linii między głos i sterowanie), jednak nie było bezpieczne – emitując odpowiednie sygnały phreaker mógł kontrolować do pewnego stopnia budkę telefoniczną.

## Najczęściej stosowane metody phreakingu
Sygnały kontrolne składały się z jednej lub przeważnie z dwóch częstotliwości. Te pierwsze można było przy odpowiedniej praktyce nawet wygwizdać. Te drugie można było wygenerować za pomocą bardzo prostych urządzeń elektronicznych, takich jak tonedialery (zwanych potocznie dialerami) lub telefonów komórkowych.
Inną popularną techniką było kopiowanie magnetycznych kart telefonicznych bądź nagrywanie specjalnie spreparowanych kart ("świętym graalem" phreakingu jest karta o nieskończonej pojemności, ale większość systemów nie dopuszcza takich kart; można było za to często nagrywać karty o pojemności większej niż największa dostępna w sprzedaży).
Inne stosowane metody to między innymi używanie specjalnych kodów do testowania sieci, wykorzystywanie błędów w oprogramowaniu budek czy też łączenie się z lokalnymi firmowymi centralami telefonicznymi i za ich pośrednictwem uzyskiwanie tańszych połączeń z droższymi numerami.
Zdecydowana większość współczesnych central telefonicznych oraz budek jest w pełni cyfrowa i używa osobnych kanałów do przesyłania głosu oraz sterowania, co skutecznie uniemożliwia stosowanie dialerów.

## Historia
W latach 70. dwudziestego wieku w USA stosowane były automatyczne centrale telefoniczne, które nawiązywały połączenie i naliczały impulsy. Impulsy te były wysyłane tą samą linią co głos rozmówcy. Sygnały te można było imitować różnymi gwizdkami lub odpowiednio gwiżdżąc do słuchawki, oszukując w ten sposób centralę telefoniczną.
Oszustwa te zyskały nazwę phreakingu i stały się popularne, gdy w 1971 roku John Draper nawiązał międzymiastowe darmowe połączenie głosowe, gwiżdżąc do słuchawki przy pomocy zabawki-gwizdka wyjętej z paczki płatków śniadaniowych.
John Draper zyskał pseudonim Captain Crunch – nadany żartobliwie od nazwy płatków śniadaniowych, w których znalazł gwizdek. Później opracował on instrukcję budowy urządzenia blue box, które – tak jak gwizdek – emitowało sygnał o częstotliwości 2600 Hz, wykorzystywany w komunikacji między automatycznymi centralami firmy telefonicznej AT&T. Instrukcję tę opublikował magazyn Esquire, a ujawnione w nim informacje spowodowały, że Captain Crunch (John Draper) został skazany i trafił do więzienia.